# Iyibkhentre
Iyibkhentre là một vị vua người Ai Cập cổ đại hoặc Nubia, ông dường như đã cai trị vào giai đoạn cuối của vương triều thứ 11 và đầu vương triều thứ 12.

## Tiểu sử
Ông có thể là một người tranh giành ngai vàng Ai Cập đặt bản doanh ở Hạ Nubia, trong giai đoạn bất ổn về chính trị kéo dài từ triều đại của Mentuhotep IV thuộc vương triều thứ 11 cho tới giai đoạn đầu của triều đại Amenemhat I thuộc vương triều thứ 12. Thực vậy, cả hai vị vua này dường như đã gặp phải vấn đề trong việc được công nhận là các pharaon hợp pháp.

Nhà Ai Cập học người Hungary László Török đã đề xuất một niên đại khác dành cho Qakare Ini (cũng như là đối với hai vị vua khác ở trên), vào khoảng thời gian sau triều đại của pharaoh Neferhotep I thuộc vương triều thứ 13, trong thời kỳ Chuyển tiếp thứ Hai, giữa khoảng năm 1730 và 1650 TCN.
Iyibkhentre đã sử dụng tước hiệu hoàng gia của pharaon, mặc dù vậy chỉ có duy nhất tên Horus và Tên ngai được biết đến từ các bản khắc đá ở Abu Hor, Mediq và Toshka, tất cả đều nằm ở Hạ Nubia.
Giống với Iyibkhentre, hai vị vua khác có bản doanh ở Nubia, Segerseni và Qakare Ini, dường như là những người tranh giành ngai vàng của Ai Cập, nhưng mối quan hệ của bộ ba này hiện vẫn chưa rõ.